# Jakob Christmann

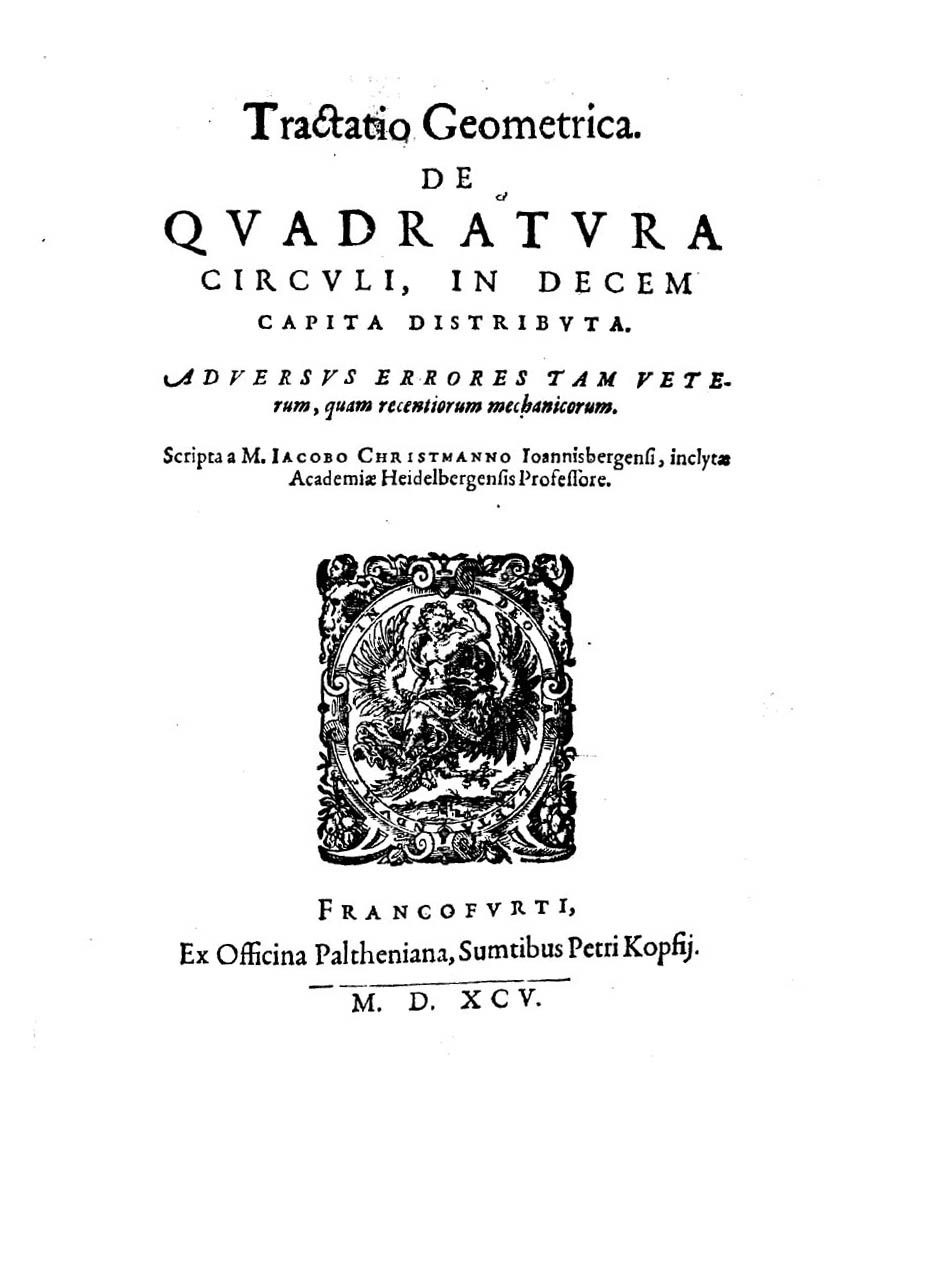
Tractatio geometrica de quadratura circuli, 1595

Jakob Christmann (Johannisberg, novembre 1554 – Heidelberg, 16 giugno 1613) è stato un astronomo e orientalista tedesco.

## Biografia
Nato ebreo, si convertì al cristianesimo calvinista prima del 1578. Studiò all'università di Heidelberg e vi diventò professore nel 1580. Seguì le tracce di Thomas Erastus a Basilea e viaggiò in vari paesi, tra i quali Austria e Repubblica Ceca.
Il 18 giugno 1584 fu nominato professore di ebraico e successivamente di logica aristotelica nel 1591. Compilò un catalogo di manoscritti di Guillaume Postel (1510-1581) e nel 1590 pubblicò una traduzione del trattato di astronomia di Al-Farghani.

## Opere
- (LA) Tractatio geometrica de quadratura circuli, Francoforte, Peter Kopf & Zacharias Palthenius, 1595.